# Dąbrowa Nowogardzka
Dąbrowa Nowogardzka [pronunciación en polaco: /dɔmˈbrɔva nɔvɔˈɡart͡ska/] (en alemán: Damerow) es un pueblo en el distrito administrativo de Gmina Nowogard, dentro del Distrito de Goleniów, Voivodato de Pomerania Occidental, en el noroeste de Polonia. Se encuentra aproximadamente 7 kilómetros al noroeste de Nowogard, 25 kilómetros al noreste de Goleniów, y 46 kilómetros al noreste de la capital regional, Szczecin.